# Gyrogra
Gyrogra là một chi bướm ngày thuộc họ Bướm nâu.